# Steinbach (França)
Steinbach é uma comuna francesa na região administrativa de Grande Leste, no departamento Alto Reno. Em 2010 a comuna tinha 1 385 habitantes (densidade: 227,4 hab./km²).